# Langue des signes croate
La langue des signes croate est une langue des signes utilisée par les sourds et leurs proches en Croatie. Elle n'est pas reconnue[réf. souhaitée].